# Prien am Chiemsee

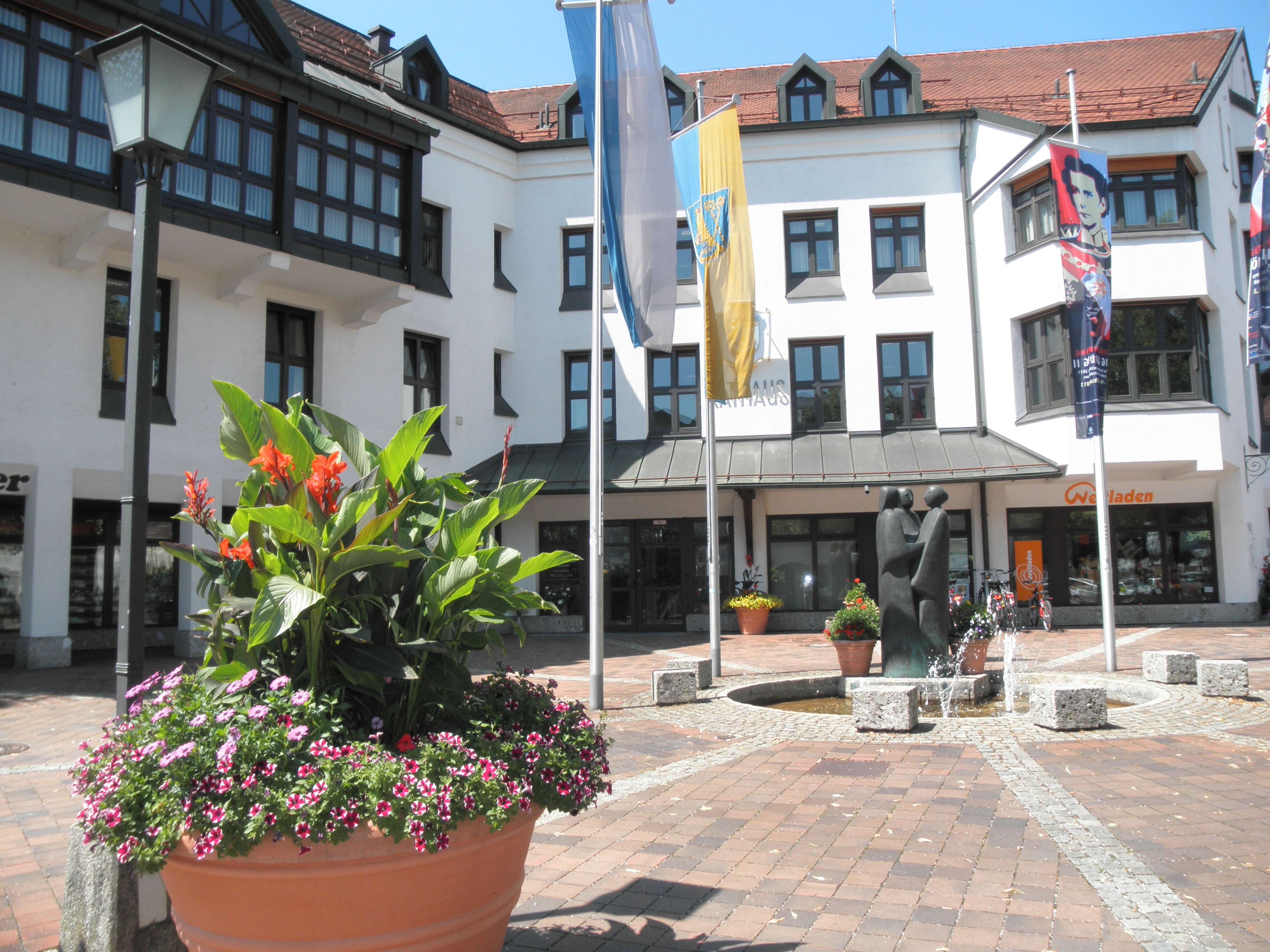
Prien am Chiemsee
(Primăria)

Prien am Chiemsee este o comună din districtul  Rosenheim, regiunea administrativă Bavaria Superioară, landul Bavaria, Germania.